# 1966 w informatyce
Kalendarium informatyczne 1966 roku
- luty – rozpoczęto pracę nad siecią ARPANET[1].
- Joseph Weizenbaum napisał program ELIZA, pierwszy chatbot w historii[2].